# Anacridium wernerellum
Anacridium wernerellum är en insektsart som först beskrevs av Heinrich Hugo Karny 1907.  Anacridium wernerellum ingår i släktet Anacridium och familjen gräshoppor. Inga underarter finns listade i Catalogue of Life.